# 杭州路 (合肥)
杭州路，安徽省合肥市滨湖新区的一条东西向次干道，得名自杭州市。道路起于上海路，经包河大道、庐州大道、徽州大道等多条主次干道后终于 京台高速东侧的玉龙路。沿路有杭州路小学、合肥市金斗路小学、万年埠街道金斗社区党群服务中心、上海浦东发展银行合肥综合中心、中国信达资产管理股份有限公司安徽省分公司、国家矿山安全监察局安徽局、安徽省港航集团综合大楼、合肥师范附小四小等。

## 轨道交通
- █ 5号线：方兴湖站